# Henry Chesbrough
Henry Chesbrough, né en février 1956, est un professeur américain d'innovation, inventeur du mot et du concept d'Open Innovation et de l'entonnoir.

## À propos descorporate venture capitals
Selon Chesbrough, New Ventures Group (NVG), CVC affilié à Lucent est un exemple de réussite de CVC, au sens où le fond a parfaitement coordonné la visée stratégique de sa société-mère à ses choix d'investissements et à ses modes opératoires,. New Ventures Group sera cédé à hauteur de 80% à Coller Capital en 2002. Seulement quatre ans plus tard, Lucent fusionne avec Alcatel pour former Alcatel-Lucent, qui sera englouti par Nokia en 2016.

## Distinctions
- 2013 : docteur honoris causa de l'université de Hasselt[4]